# 涅里郡

在肯尼亚的位置

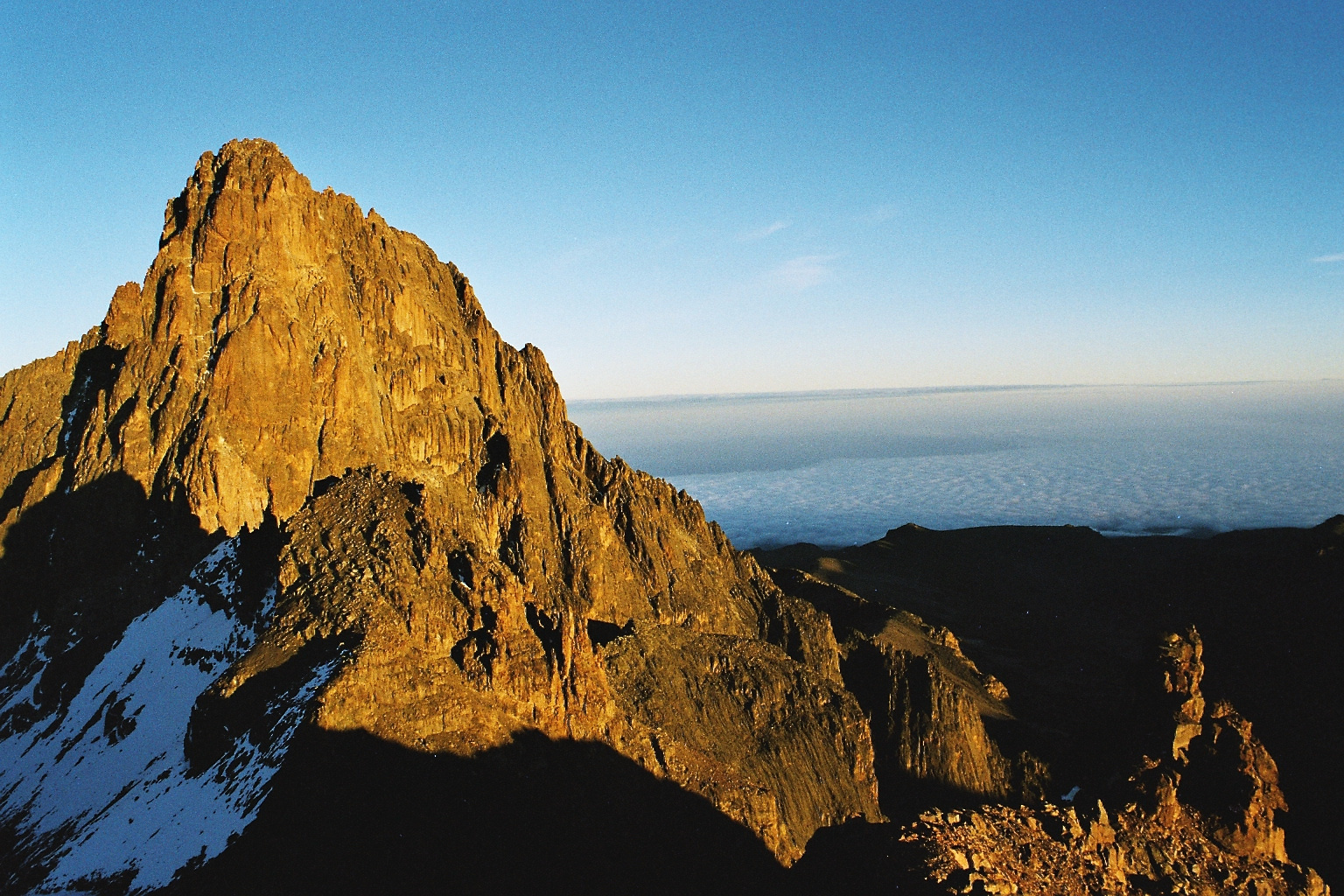
肯亞山

涅里郡，是肯尼亚的一個郡，位於該國中部，首府設於尼耶利，面積2,361平方公里，2009年人口693,558，人口密度每平方公里293.76人。該郡位於肯亞山西南側，當地居民主要為基庫尤人。